# Mani della Causa

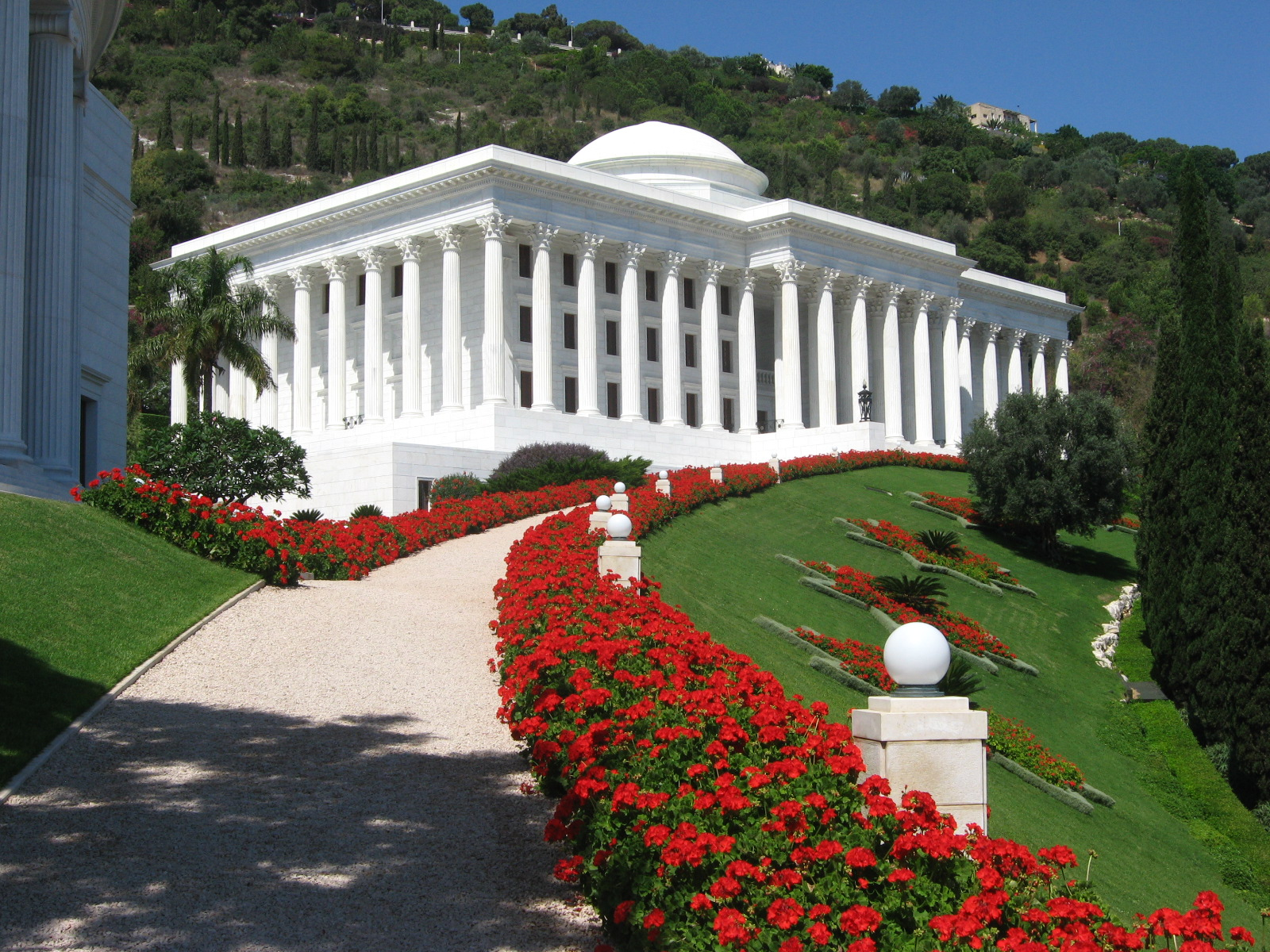
Casa Universale di Giustizia Bahai, Haifa

Le  Mani della Causa o Mani della Causa di Dio o informalmente Mani costituirono un gruppo di stimati Bahá'í, nominati a vita, la cui principale funzione fu di diffondere e proteggere la Fede bahai.
Le quattro prime Mani della Causa furono nominate direttamente da Bahá'u'lláh affinché lo assistessero nella direzione e promozione della nuova Fede. Bahá'u'lláh li scelse tra i credenti più leali e fedeli a Dio, li chiamò, appunto, Ayádíyi-Amru'lláh ossia Mani della Causa di Dio.
A differenza di altre cariche elettive o amministrative bahai, le Mani furono credenti che si distinsero per l'alto grado di servizio nella religione bahai. 

Il Corpo della Mani della Causa fu consolidato e regolato formalmente da 'Abdu'l-Bahá con il suo testamento in cui ne precisò le funzioni e le caratteristiche. 
(.)
Il titolo di Mano della Causa è ora cessato e le sue funzioni sono perlopiù passate all'Istituzione dei Consiglieri creata nel 1968 dalla Casa Universale di Giustizia.
Ci sono state in tutto cinquanta Mani della Causa di Dio, delle quali quattro nominate da Bahá'u'lláh, quattro da 'Abdu'l-Bahá e quarantadue da Shoghi Effendi.

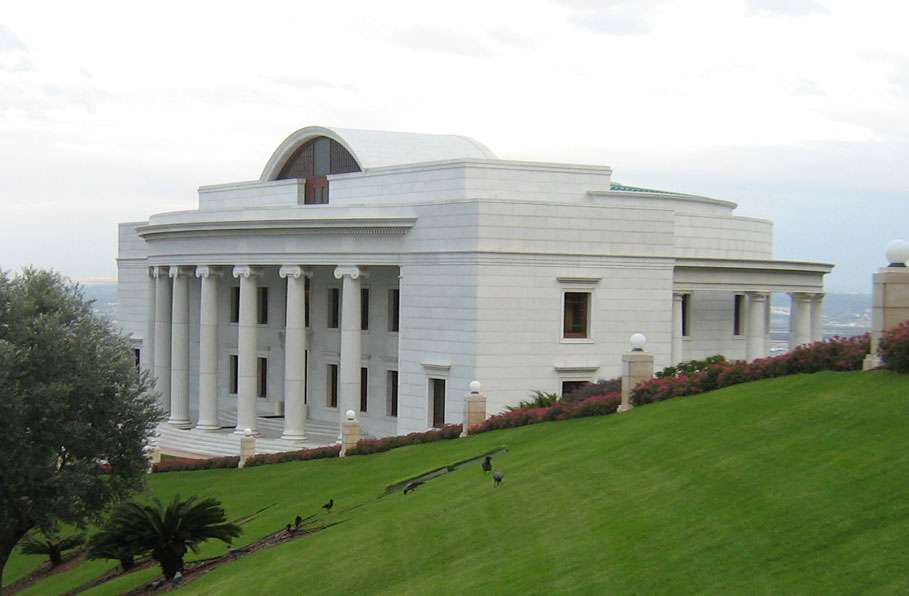
Centro internazionale di insegnamento Bahai, Haifa

## Le Mani della Causa[3][4]

### Nominati da Bahá'u'lláh
- Hají Mullá `Alí-Akbar (1842-1910), noto come Hají Ákhúnd
- Hájí Mírzá Muhammad-Taqí (d.1917), noto come Ibn-i-Abhar
- Mírzá Muhammad-Hasan (1848-1919), noto come Adíb
- Mírzá `Ali-Muhammad (d.1928), noto come Ibn-i-Asdaq

### Nominati da `Abdu'l-Bahá
- Aqa Muhammad-i-Qa'ini (1829-1892), noto come Nabíl-i-Akbar
- Mirza 'Alí-Muhammad Varqá (d. 1896), il padre di Rúhu'lláh
- Mulla Sadiq-i-Muqaddas, noto come Ismu'llahu'l-Asdaq
- Shaykh Muhammad-Riday-i-Yazdi

### Nominati postumi da Shoghi Effendi
- John Ebenezer Esslemont (1874-1925)
- Hàji Abùl-Hasan Amin, Fiduciario di Huququ'llàh (1831–1928)
- Keith Ransom-Kehler (1876-1933)
- Martha Root (1872-1939)
- Abdu'l-Jalil Bey Sa'd (d. 1942)
- Siyyid Mustafá Rúmí (d. 1942)
- Muhammed Taqiy-i-Isfahani (d. 1946)
- Louis George Gregory (1874-1951)
- Roy C. Wilhelm (1875-1951)
- John Henry Hyde Dunn (1855-1941)

### Nominati il 24 dicembre 1951 da Shoghi Effendi
- Dorothy Beecher Baker (1898-1954)
- Amelia Engelder Collins (1873-1962)
- `Alí-Akbar Furútan (1905-2003)
- Ugo Giachery (1896-1989)
- Hermann Grossmann (1899-1968)
- Horace Hotchkiss Holley (1887-1960)
- Leroy C. Ioas (1896-1965)
- William Sutherland Maxwell (1874-1952)
- Taráz'u'lláh Samandarí (1874-1968)
- Valíyu'lláh Varqá (1884-1955)
- George Townshend (1876-1957)
- Charles Mason Remey (1874-1974)

### Nominati il 29 febbraio 1952 da Shoghi Effendi
- Siegfried Schopflocher (1877-1953)
- Shu'á'u'lláh `Alá'í (1889-1984)
- Músá Banání (1886-1971)
- Clara Dunn (1869-1960)
- Dhikru'lláh Khádim (1904-1986)
- Adelbert Mühlschlegel (1897-1980)
- Corinne Knight True (1861-1961)

### Nominati da Shoghi Effendi  [1952-1957]
- Amatu'l-Bahá Rúḥíyyih Khánum (1910-2000)  [1952]
- Jalál Kháḍih (1897-1990) [1953] ossia Jalal Khazeh
- Paul Edmond Haney (1909-1982) [1954]
- `Alí-Muhammad Varqá (1911-2007) [1955]
- Agnes Baldwin Alexander (1875-1971) [1957]

### Nominati il 2 ottobre 1957 da Shoghi Effendi
- Hasan Muvaqqar Balyúzí (1908-1980)
- Abu'l-Qásim Faizi (1906-1980)
- John Graham Ferraby (1914-1973)
- Harold Collis Featherstone (1913-1990)
- Rahmatu'lláh Muhájir (1923-1979)
- Enoch Olinga (1926-1979)
- John Aldham Robarts (1901-1991)
- William Sears (1911-1992)